# Милич, Марко (футболист)
Марко Милич (серб. Марко Милић; 6 ноября 1987 года; Белград, Югославия) — сербский футболист, защитник.
Выступал за сербские клубы ряд сербских клубов, наиболее известные среди которых «Бежания», «ОФК» и «Нови Пазар». С 2018 года игрок узбекистанского клуба «Коканд 1912».

## Достижения
- Обладатель Суперкубка Таджикистана: 2020